# Su Hui
Hui Su (caratteri cinesi semplificati 苏蕙; caratteri cinesi tradizionali:蘇蕙; pinyin: Sū Huì; fl. IV secolo) è stata una poetessa cinese vissuta nel periodo centrale dei Sedici Regni durante le Sei Dinastie.
Il suo nome di cortesia era Ruolan (caratteri cinesi tradizionali:若蘭; caratteri cinesi semplificati: 若兰). Su è famosa per le sue poesie palindrome estremamente complesse (huiwen 回文), per aver innovato questo genere letterario, e per averne prodotto gli esempi più complessi fino ad oggi. Su Hui è raffigurato nel Wu Shuang Pu di Jin Guliang (无双谱, Tavola degli eroi incomparabili).

## Biografia

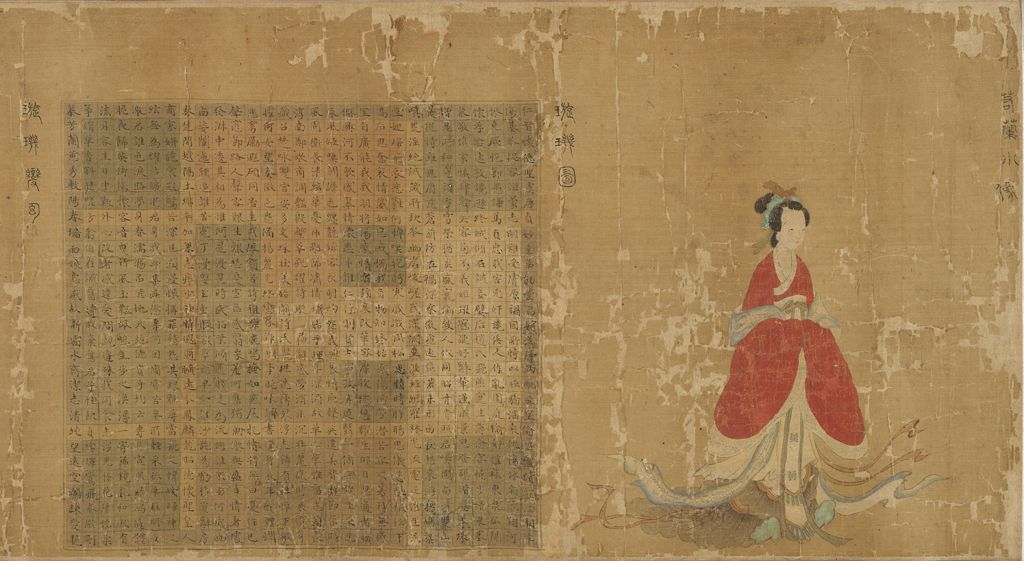
Su Hui raffigurata accanto alla sua opera palindroma, lo Xuanji Tu.

Su Hui visse nel regno del Qin, situato nella Cina settentrionale, tra il 351 e il 394. La poetessa proveniva da una famiglia di letterati in quella che oggi è la Contea di Fufeng nella Provincia dello Shaanxi. Su Hui, terza figlia di Su Daozhi, si sposò a sedici anni (quindici secondo il calcolo occidentale) e andò a vivere con il marito Dou Tao, nei territori corrispondenti all'odierno Distretto di Qinzhou, Prefettura di Tianshui, nella Provincia del Gansu, dove egli era governatore.

## Poema Palindromo: Xuanji Tu
Su Hui è conosciuta per un'inusuale ed importante poesia. L'opera è descritta dalle fonti del tempo come intrecciata a spoletta su un broccato. La poesia si leggeva in maniera circolare, ed era composta da 112 o, secondo altre fonti 840 caratteri. A partire dal periodo Tang si diffuse la seguente storia:
lontano da sua moglie Lady Su. 

Al momento della partenza da Su, Dou giurò che non avrebbe sposato un'altra persona.

Tuttavia, non appena arrivò nella regione desertica, si risposò. Lady Su compose un poema circolare, lo intrecciò in un pezzo di broccato e glielo mandò.»
(Wang, 51)
Un'altra fonte, che chiama la poesia  Xuanji Tu (Disegno della sfera che rotea), dichiara che si trattava di un'opera palindroma comprensibile solo a Dou (che spiegherebbe perché nessuna fonte Tang ne abbia tramandato il testo). Appena Doulo ebbe letto l'opera,  lasciò la moglie del deserto e ritornò da Su Hui.
Il testo della poesia circolò costantemente in tutta la Cina medioevale e non andò mai perso, ma durante la Dinastia Song, divenne raro.
Le fonti più antiche parlano di una versione in 112 caratteri, mentre la più antica menzione di una versione di 840 caratteri compare per la prima volta in un testo di Li Fang nel X secolo. Diverse copie del XIII secolo furono attribuite a donne famose della Dinastia Song, ma falsamente. Durante la Dinastia Ming l'opera divenne abbastanza popolare e gli studiosi hanno scoperto 7.940 modi per leggerlo. Fu anche menzionato nel racconto Fiori allo Specchio. Il poema ha la forma di ventinove per ventinove caratteri e può essere letto avanti o indietro, orizzontalmente, verticalmente o diagonalmente, così come all'interno delle sue griglie con codice colore.
Durante la Dinastia Qing il carattere 心 (cuore) fu aggiunto al centro della poesia, arrivando a 841 caratteri.

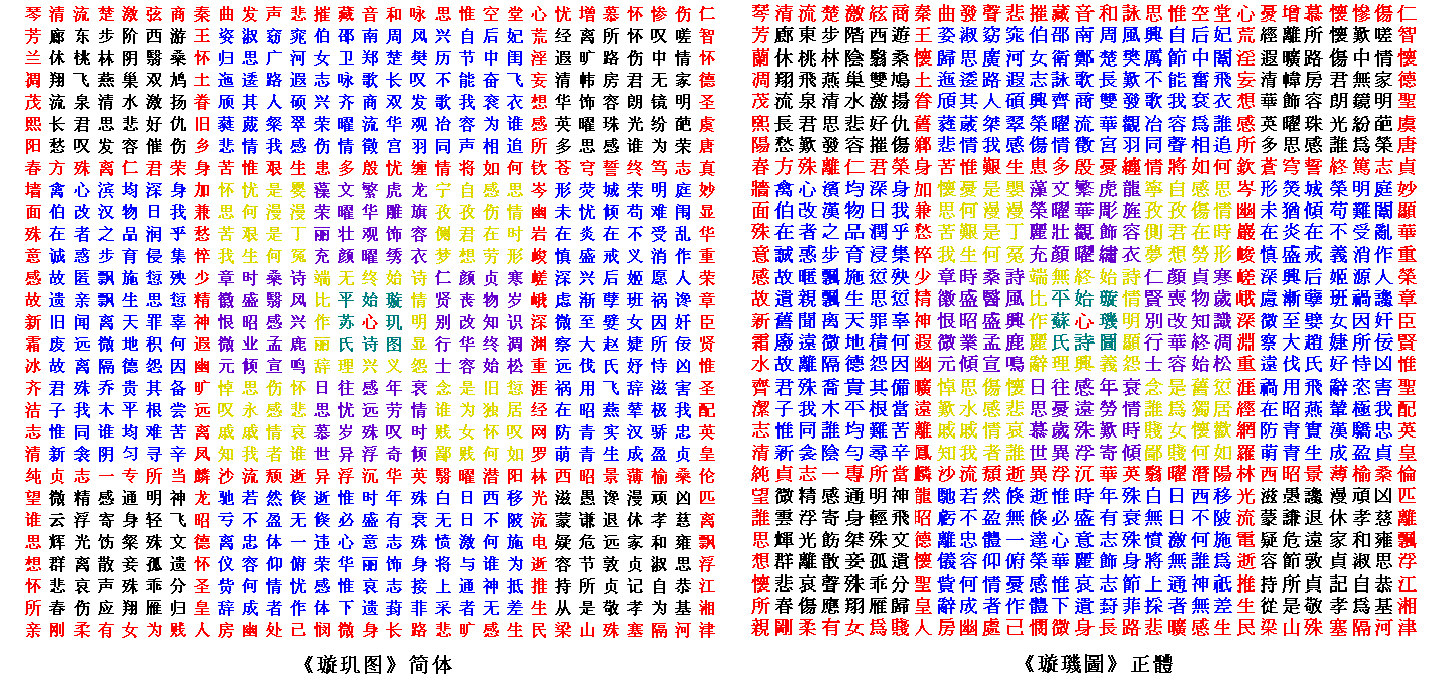
Una riduzione in cinese semplificato e il testo originale della poesia palindroma Xuanji Tu di Su Hui.

## Altre opere
Esistono altre opere attribuite a Su Hui, ma sembrerebbero risalire al periodo Ming.